# Francesc Viadel i Girbés
Francesc Viadel i Girbés (Algemesí, 1968) és un periodista i escriptor valencià. És doctor en Sociologia per la Universitat de València i professor de Periodisme a la Universitat Ramon Llull. Es va iniciar com a periodista al diari Levante el 1988, i ha estat membre de l'equip d'investigació del setmanari El Temps, publicació de la qual també va ser cap de redacció.
És autor de diversos assajos, novel·les i llibres de poemes, a més de col·laborar en nombrosos mitjans de comunicació. Ha estudiat l'anticatalanisme i el moviment nacionalista especialment al País Valencià. L'any 2021, la seva novel·la L'estiu dels brivalls fou guardonada amb el premi Teodor Llorente de novel·la negra.

## Obra publicada
- Si la lluna és plena, plaquette, 1991.
- Èxode salnitrós. Benicull de Xúquer: 7 i Mig, 1998. ISBN 84-95043-23-8.
- Dies de Venus. Benicull de Xúquer: 7 i Mig Editorial, 1999, premi de Narrativa Vila de Bétera. ISBN 84-95043-58-0.
- Terra. Alzira: Bromera Edicions, 2002, premi Blai Bellver ciutat de Xàtiva. ISBN 84-7660-608-7.
- L'advocat i el diable. Vilanova i la Geltrú: El Cep i la Nansa, 2004. ISBN 84-85960-97-1.
- «No mos fareu catalans». Història inacabada del blaverisme. Barcelona: L'Esfera dels Llibres, 2006. ISBN 84-9734-402-2.
- Valencianisme, l'aportació positiva. Cultura i política al País Valencià, 1962-2012. València: Universitat de València, 2012. ISBN 978-84-370-8820-4.
- Catalonofòbia. El mal invisible d'Espanya. BonPort, 2015.[3]
- Vicent Marco Miranda, 1880-1946. Barcelona: Fundació Josep Irla, 2015. ISBN 978-84-606-8910-2.
- Ciutat, dies insòlits. Benicarló: Onada, 2015. ISBN 978-84-15896-73-9.
- La gran depuració. Catalanistes, marxistes, nazis, jueus i traïdors. Desmuntant l'anticatalanisme espanyol, 2015, premi Joan Coromines d'investigació de la Societat Coral El Micalet. ISBN 978-84-370-9750-3.[4][5]
- Xavier Vinader. Confidencial. València: Tres i Quatre, 2020.[6]
- L'estiu dels brivalls. València: Vincle, 2021.